# سولي درق (هريس)
سولي درق هي قرية في مقاطعة هريس، إيران. عدد سكان هذه القرية هو 41 في سنة 2006.